# William Gargan
William D. Gargan (* 17. Juli 1905 in Brooklyn, New York; † 17. Februar 1979 auf einem Flug zwischen New York und San Diego) war ein US-amerikanischer Film- und Fernsehschauspieler.

## Leben
William Gargan wurde als Sohn eines Buchmachers und einer Grundschullehrerin in Brooklyn geboren. Nach seinem Highschool-Abschluss ging er zunächst verschiedenen Jobs nach, unter anderem verkaufte er Whiskey während der Prohibition und arbeitete zeitweise als Privatdetektiv. 1925 debütierte er als professioneller Schauspieler in dem New Yorker Theaterstück Aloma of the South Seas, ab 1932 arbeitete er regelmäßig als Filmschauspieler in Hollywood. In seinen ersten Filmen spielte er häufig Liebhaberrollen – beispielsweise als Filmpartner von Joan Crawford im Drama Rain. Später waren es dann Charakterrollen an der Seite großer Stars. Er machte sich vor allem einen Namen als Darsteller hartgesottener, zäher Charaktere wie Privatdetektive, Polizisten und Arbeiter. Viele seiner Figuren waren irischer Herkunft. 1941 wurde er für seine Rolle in They Knew What They Wanted für den Oscar als bester Nebendarsteller nominiert.
Im Fernsehen wurde Gargan hauptsächlich durch seine Titelrolle in der Fernsehserie Martin Kane, Private Eye (1949–1952) bekannt. 1957 kam es zu einer Neuauflage der Serie, in der er erneut den Privatdetektiv Kane verkörperte. Gargans Karriere kam 1958 zu einem Ende, als er an Kehlkopfkrebs erkrankte und die Ärzte gezwungen waren, ihm den Kehlkopf zu entfernen. Insgesamt war er in mehr als hundert Produktionen zu sehen. Später wurde Gargan – durch einen künstlichen Kehlkopf sprechend – Aktivist für die American Cancer Society und warnte regelmäßig vor den Gefahren des Rauchens.
1968 wurde er mit dem Screen Actors Guild Life Achievement Award geehrt. Sein Bruder Edward Gargan (1902–1964) arbeitete ebenfalls als Schauspieler. William Gargan erlag 1979 im Alter von 73 Jahren einem Herzinfarkt, als er sich auf einem Flug zwischen New York und San Diego befand. Überlebt wurde er von seiner Frau Mary (geb. Kenney) und zwei Söhnen. Sein Grab befindet sich auf dem Holy Cross Cemetery in San Diego.

## Filmografie (Auswahl)
- 1928: Lucky Boy
- 1932: The Animal Kingdom
- 1932: Rain
- 1933: The Story of Temple Drake
- 1933: Nachtflug (Night Flight)
- 1934: British Agent
- 1935: In blinder Wut (Black Fury)
- 1936: Ausgerechnet Weltmeister (The Milky Way)
- 1937: Gehetzt (You Only Live Once)
- 1937: Wings Over Honolulu
- 1937: Täglich ausverkauft! (You’re a Sweetheart)
- 1938: Schnelle Fäuste (The Crowd Roars)
- 1940: Isle of Destiny
- 1940: Die Dame ist der Gatte (Turnabout)
- 1940: They Knew What They Wanted
- 1941: Cheers for Miss Bishop
- 1941: I Wake Up Screaming
- 1941: Keep ’Em Flying
- 1942: Who Done It?
- 1942: The Mayor of 44th Street
- 1944: Das Gespenst von Canterville (The Canterville Ghost)
- 1945: Die Glocken von St. Marien (The Bells of St. Mary’s)
- 1946: Till the End of Time
- 1949–1951: Martin Kane, Private Eye (Fernsehserie, 86 Folgen)
- 1955: Vom Teufel verführt (The Rawhide Years)
- 1956: Miracle in the Rain
- 1957: The New Adventures of Martin Kane (Fernsehserie, 39 Folgen)